# يوليوس فون هاست
يوليوس فون هاست (بالألمانية: Julius von Haast؛ بالإنجليزية: Julius von Haast) هو إحاثي وعالم طيور وجيولوجي ألماني ونيوزيلندي، ولد في 1 مايو 1822 في بون في ألمانيا، وتوفي في 16 أغسطس 1887 في كرايستشرش في نيوزيلندا.